# Чильюевар
Чильюевар (ісп. Chilluévar) — муніципалітет в Іспанії, у складі автономної спільноти Андалусія, у провінції Хаен. Населення — 1603 особи (2010).
Муніципалітет розташований на відстані близько 280 км на південь від Мадрида, 75 км на схід від Хаена.
На території муніципалітету розташовані такі населені пункти: (дані про населення за 2010 рік)
- Лас-Альмансас: 57 осіб
- Каньяда-дель-Моро: 4 особи
- Кортіхо-Гранде: 4 особи
- Чильюевар: 1538 осіб
- Чильюевар-В'єха: 0 осіб

## Демографія
Динаміка населення (INE ):